# Лакапала
Лакапа́ла (Ракай Кайуванги) — седьмой правитель индонезийского государства Матарам, правивший с 856 по 880 год. Точные даты жизни неизвестны. 
Был младшим сыном короля Ракай Пикатана от королевы Прамодавардани. 12 ноября 856 года стал преемником на престоле своего отца за героизм, проявленный в сражении с врагами, но подробности того, кем именно был этот враг, отсутствуют. В 880 или 883 году по неизвестным причинам отрёкся от престола. Упоминается в записи 896 года, но уже как приближённый (хадж) двора, а не правитель.